# Montemaggiore Belsito
Montemaggiore Belsito – miejscowość i gmina we Włoszech, w regionie Sycylia, w prowincji Palermo.
Według danych na rok 2004 gminę zamieszkiwało 3866 osób, 124,7 os./km².